# Роже I де Лаон
Роже I (фр. Roger, ранее 867 — 926) — граф Лаона примерно с 892 года.

## Биография

### Правление
Точное происхождение Роже I неизвестно. Предполагается, что он происходил из рода Гугонидов и был племянником графа Мэна Роже (ум. ок. 900) и братом Гуго (ум. в 900/906), графа Бассини.
Точно не известно, когда Роже I получил графство Лаон. Вероятно, это произошло в 892 году после казни графа Лаона Готье, на чьей вдове он, возможно, женился.
В 922 году маркиз Нейстрии Роберт I восстал против короля Западно-Франкского государства Карла III Простоватого. Весной того же года он осадил и захватил Лаон.
В 923 году граф Герберт II де Вермандуа захватил Ремуа. Обеспокоенная этим местная знать, в том числе и Роже, призвали на помощь короля Рауля.

### Брак и дети
Жена: после 895 года — Эльвид (Эйльви), вероятно, дочь графа Остервента и Сенлиса Хукбальда де Гуи
- Роже II (ум. в 942), граф де Лаон 926—928, граф Дуэ 931—941, граф Бассини 941—942 годах
- сын
  - Гуго (ум. 977), епископ Бовэ